# 圓頭叉鰾石首魚
圓頭叉鰾石首魚為輻鰭魚綱鱸形目鱸亞目石首魚科的其中一種，分布東太平洋區，從巴拿馬至厄瓜多海域，棲息深度可達27公尺，體長可達20公分，棲息在沿海沙泥底質海域，屬肉食性，可作為食用魚。